# Bruno Correa
Bruno César Correa (Americana, 22 marzo 1986) è un ex calciatore brasiliano, di ruolo attaccante.

## Palmarès

### Club

#### Competizioni nazionali
- Campionato iraniano: 1

Sepahan: 2011-2012

### Individuale
- Capocannoniere del campionato armeno: 1

2011 (16 reti)